# Pseudosauris brunneoviridis
Pseudosauris brunneoviridis är en fjärilsart som beskrevs av W. Warren 1897. Pseudosauris brunneoviridis ingår i släktet Pseudosauris och familjen mätare. Inga underarter finns listade.